# Indotermes
Indotermes es un género de termitas isópteras perteneciente a la familia Termitidae que tiene las siguientes especies:
1. Indotermes arshadi
2. Indotermes capillosus
3. Indotermes hainanensis
4. Indotermes isodentatus
5. Indotermes luxiensis
6. Indotermes maymensis
7. Indotermes menggarensis
8. Indotermes rongrensis
9. Indotermes thailandis
10. Indotermes yunnanensis